# Championnat du monde junior de hockey sur glace 1991
Navigation
Édition précédente Édition suivante
Le championnat du monde junior de hockey sur glace  a eu lieu à Saskatoon  au Canada du 26 décembre 1990 au 4 janvier 1991.
Il s'est déroulé en formule round-robin, les trois premières équipes du classement remportant respectivement les médailles d'or, d'argent et de bronze.

## Classement final
|   | PAYS             | PJ | V | D | N | BP | BC | PTS |
| - | ---------------- | -- | - | - | - | -- | -- | --- |
|   | Canada           | 7  | 5 | 1 | 1 | 40 | 18 | 11  |
|   | Union soviétique | 7  | 5 | 1 | 1 | 44 | 15 | 11  |
|   | Tchécoslovaquie  | 7  | 5 | 2 | 0 | 44 | 19 | 10  |
| 4 | États-Unis       | 7  | 4 | 2 | 1 | 45 | 19 | 9   |
| 5 | Finlande         | 7  | 3 | 3 | 1 | 35 | 30 | 7   |
| 6 | Suède            | 7  | 3 | 4 | 0 | 32 | 29 | 6   |
| 7 | Suisse           | 7  | 1 | 6 | 0 | 5  | 48 | 2   |
| 8 | Norvège          | 7  | 0 | 7 | 0 | 8  | 75 | 0   |

La Norvège est reléguée dans la poule B pour le championnat du monde junior de hockey sur glace 1992.

## Résultats
| 26 décembre 1990 | Canada | 6-0 | Suisse | Saskatoon |

| 26 décembre 1990 | Tchécoslovaquie | 11-3 | Norvège | Rosetown |

| 26 décembre 1990 | Finlande | 8-5 | Suède | Saskatoon |

| 26 décembre 1990 | Union soviétique | 4-2 | États-Unis | Prince Albert |

| 27 décembre 1990 | Canada | 4-4 | États-Unis | Saskatoon |

| 27 décembre 1990 | Suède | 4-3 | Tchécoslovaquie | Regina |

| 28 décembre 1990 | Finlande | 7-1 | Suisse | Moose Jaw |

| 28 décembre 1990 | Union soviétique | 13-0 | Norvège | Saskatoon |

| 29 décembre 1990 | Canada | 10-1 | Norvège | Regina |

| 29 décembre 1990 | Union soviétique | 5-1 | Suède | Saskatoon |

| 29 décembre 1990 | Tchécoslovaquie | 10-0 | Suisse | Kindersley |

| 29 décembre 1990 | États-Unis | 6-3 | Finlande | North Battleford |

| 30 décembre 1990 | Canada | 7-4 | Suède | Regina |

| 30 décembre 1990 | Tchécoslovaquie | 5-1 | États-Unis | Saskatoon |

| 31 décembre 1990 | Finlande | 10-2 | Norvège | Saskatoon |

| 31 décembre 1990 | Union soviétique | 10-1 | Suisse | Yorkton |

| 1er janvier 1991 | Canada | 5-1 | Finlande | Saskatoon |

| 1er janvier 1991 | États-Unis | 19-1 | Norvège | Regina |

| 1er janvier 1991 | Suède | 6-1 | Suisse | Saskatoon |

| 1er janvier 1991 | Union soviétique | 5-3 | Tchécoslovaquie | Regina |

| 2 janvier 1991 | Tchécoslovaquie | 6-5 | Canada | Saskatoon |

| 2 janvier 1991 | États-Unis | 5-2 | Suède | Humboldt |

| 3 janvier 1991 | Union soviétique | 5-5 | Finlande | Regina |

| 3 janvier 1991 | Suisse | 2-1 | Norvège | Saskatoon |

| 4 janvier 1991 | Canada | 3-2 | Union soviétique | Saskatoon |

| 4 janvier 1991 | Suède | 10-0 | Norvège | Prince Albert |

| 4 janvier 1991 | Tchécoslovaquie | 6-1 | Finlande | Saskatoon |

| 4 janvier 1991 | États-Unis | 8-0 | Suisse | Regina |

## Meilleurs pointeurs
| Nom             | PJ | B  | A  | PTS |
| --------------- | -- | -- | -- | --- |
| Doug Weight     |    | 11 | 10 | 21  |
| Eric Lindros    |    | 6  | 11 | 17  |
| Pavel Boure     |    | 12 | 3  | 15  |
| Martin Ručinský |    | 9  | 5  | 14  |
| Žigmund Pálffy  |    | 7  | 6  | 13  |

## Équipe d'étoiles
- Gardien de but :  Pauli Jaks
- Défenseur :  Dmitri Iouchkevitch,  Scott Lachance
- Attaquant :  Mike Craig,  Eric Lindros,  Martin Ručinský

### Source
- (en) championnat du monde junior 1991 sur le site www.tsn.ca